# Майкл Ондатже
Майкл Ондатже (англ. Philip Michael Ondaatje) — канадський прозаїк і поет, що народився у Шрі-Ланці. Найбільш відомий через роман «Англійський пацієнт», за який отримав Букерівську премію 1992 року, і за яким було знято однойменний фільм, нагороджений Оскаром. Володар Ордену Канади.

## Творчість
Найбільше відомий своїми романами, яких у нього шість, але має також великий поетичний доробок, випустив уже 13 збірок поезій. Також письменник разом із своєю дружиною Ліндою Сполдінг входить до складу редакції журналу «Brick».

### Романи
- 1976: Coming Through Slaughter[5]
- 1987: In the Skin of a Lion[5]
- 1992: «Англійський пацієнт» / The English Patient[5]
- 2000: Anil's Ghost[5]
- 2007: Divisadero
- 2011: The Cat's Table

## Переклади українською
- Ондатже М. Англійський пацієнт. — Харків : Книжковий клуб «Клуб сімейного дозвілля», 2016. — 304 с. (друге видання 2019 р.). — ISBN 978-617-12-1456-9
- Ондатже М. Світло війни. — Харків : Віват, 2020. — 272 с. — ISBN 978-966-982-215-4